# Ctenochira infans
Ctenochira infans là một loài tò vò trong họ Ichneumonidae.